# Acacia karroo
El aromo de Sudáfrica (Acacia karroo) es una especie de Acacia nativa del sur de África que forma un árbol de altura pequeña a mediana. Es difícil de diferenciar de Acacia nilotica subsp. adstringens sin examinar las vainas.

## Descripción
Un árbol con alturas generalmente dentro de 4-8 m, aunque puede llegar a 12 m e incluso se han encontrado ejemplares de hasta 17 m. Tiene una copa redondeada, de ramificación bastante baja sobre el tronco. La corteza es de color rojo en las ramas jóvenes, oscureciéndose con la edad. A veces un color rojizo atractivo se puede ver en las fisuras profundas de la corteza. Las hojas son de textura fina y color verde oscuro. Las abundantes flores amarillas aparecen a principios de verano, o después de lluvias abundantes. Las vainas son estrechas, planas y con forma de media luna. Son de color verde cuando son jóvenes que se convierten en marrón cuando se secan. Las vainas se abren permitiendo que las semillas caigan al suelo. Las espinas se emparejan, son grisáceas a blancas y son largas y rectas. La densidad de la madera de Acacia karroo es de unos 800-890 kg/m³.

## Distribución
Ocurre naturalmente en el suroueste de Angola, el sur de Zambia y Malaui, en partes de Botsuana y en la costa meridional de África. Fue introducida en otras partes de África, en Australia, América del Sur, India y Myanmar/Birmania.
Es un árbol de los bosques abiertos y praderas arboladas. Alcanza su mayor tamaño cuando recibe las precipitaciones de 800-900 mm, pero puede crecer y prosperar incluso en condiciones muy secas, tales como la región Karoo del oeste de África del Sur. El requisito aquí son los suelos profundos que permiten que sus raíces se extiendan. En todas partes de su área de distribución, sin embargo, el árbol se reconoce fácilmente por sus distintivas espinas largas blancas emparejadas y la corteza de color café. En los trópicos muestra poca variación, pero en el extremo sur de su distribución se hace más variable en apariencia.

## Ecología
Acacia karroo normalmente tiene una vida de 25 años, y algunos ejemplares alcanzan 30 a 40 años. Es un pionero adaptable que puede tolerar temperaturas bajo cero y períodos sin agua. Es capaz de establecerse sin sombra, refugio o protección contra incendios de pastizales. Una vez que alcanzan más de un año de edad, las plántulas pueden rebrotar después del fuego. 
Varios hongos están asociados con este árbol y la copa de los árboles maduros puede ser parasitada por varios muérdagos, que condicionan la disminución del árbol. Este árbol tiene una larga raíz pivotante que le permite el uso del agua y los nutrientes del subsuelo profundo, esto y su capacidad para fijar el nitrógeno, atraen a los pastos y otras plantas que prosperan en su sombra.
Se los ha observado en la zona Torre del Mar, cerca de Málaga, España. Aquí crece libremente como un arbusto grande en un terreno baldío. Se ha utilizado como cobertura para mantener fuera las cabras de los huertos. Florece en julio.
En Australia, Acacia karroo se considera una posible maleza, porque puede propagarse rápidamente y de una forma que inhibe el crecimiento de algunas otras especies.

## Toxicidad
Las especies del género Acacia pueden contener derivados de la dimetiltriptamina y glucósidos cianogénicos en las hojas, las semillas y la corteza, cuya ingestión puede suponer un riesgo para la salud.

## Usos
A. karoo se utiliza para productos químicos, forrajes, usos domésticos, gestión ambiental, fibras, comidas, bebidas, y la madera. La madera es dura y de color blanco o ligeramente amarillento, rara vez se produce duramen marrón oscuro. Es ampliamente cultivado en Asia, Australia, el Mediterráneo, la India y el Océano Índico. Las grandes espinas hacen que el árbol debe ser abordado , y manejado con cuidado.
Alimentos
Como es común en las ssp. de Acacia, se filtra látex comestible de las grietas en la corteza del árbol, y es una parte importante de la dieta invernal del gálago sudafricano. La goma se puede utilizar para fabricar dulces (ver goma arábiga). En las zonas secas, la presencia del árbol es un signo de agua, tanto por encima como bajo tierra.
Forrajes

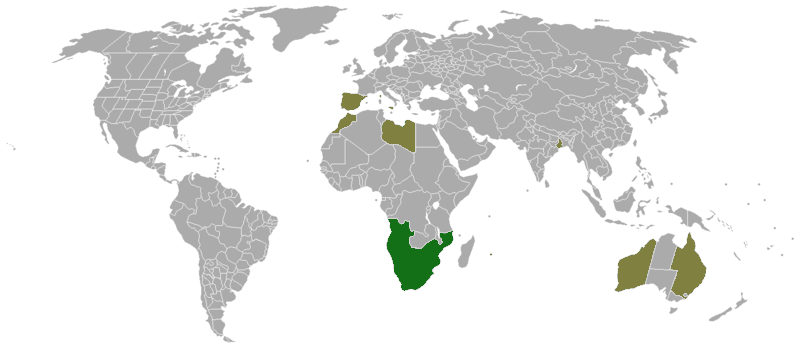
Países donde está presente Acacia karroo

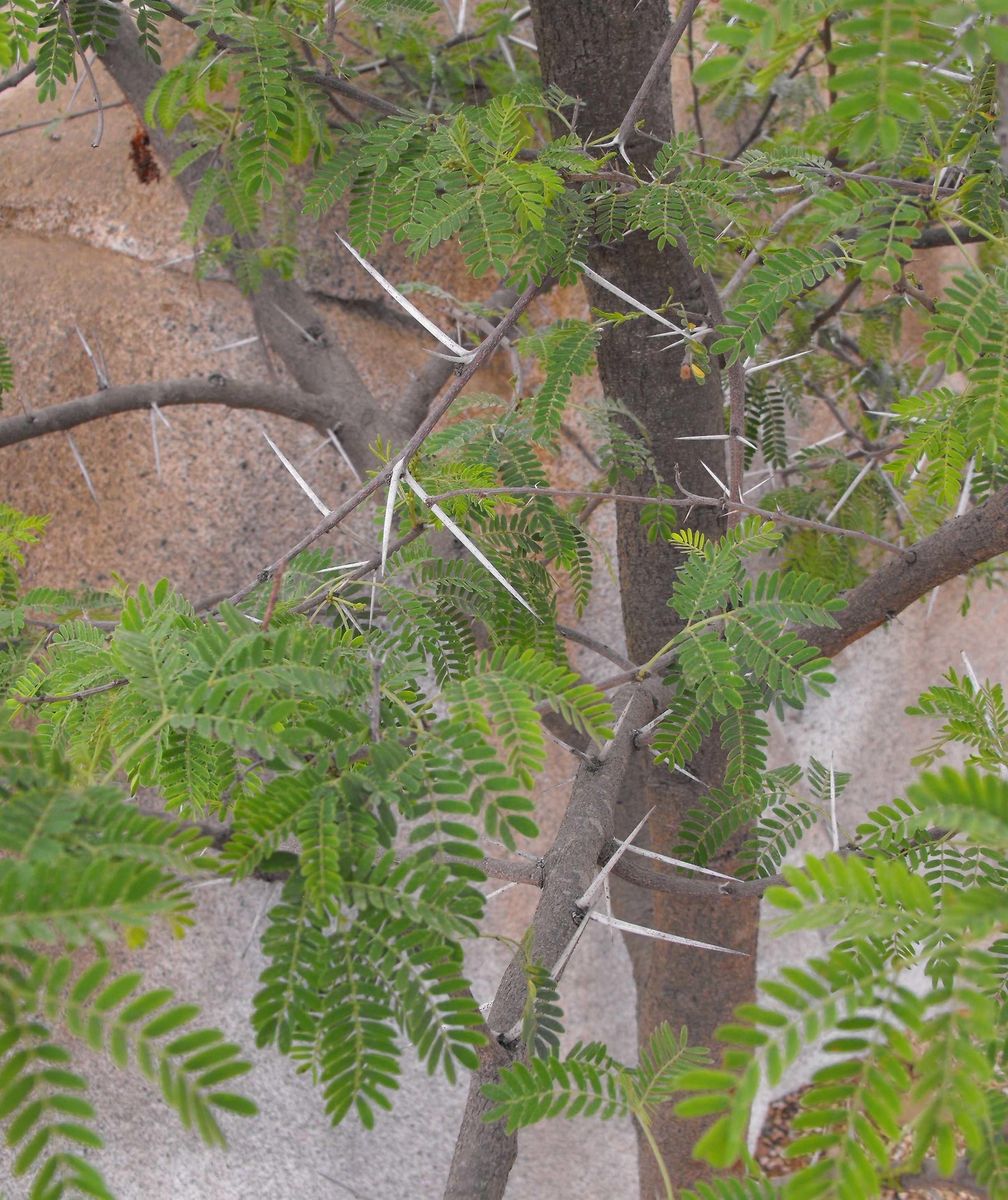
Vista del árbol

El árbol es especialmente útil como pasto y forraje para los animales domésticos y salvajes. Aparentemente, no hay riesgo de intoxicación de ella. Las hojas y las vainas se usan como forraje para ganado y cabras. Las flores son una buena fuente de forraje para las abejas.
Madera y corteza
A. karroo es una excelente fuente de leña y carbón vegetal. La madera también se utiliza para establos o corrales de ganado. El duramen tiene una densidad de aproximadamente 800 kg / m³. Una dura cuerda se puede hacer de la corteza interior del árbol.
Medicina tradicional
El látex, corteza y las hojas se han usado como un agente calmante y astringente para los resfriados, la conjuntivitis y las hemorragias en África del Sur.

## Taxonomía
Acacia karroo fue descrita por Jayim Bensusan Chetrit y publicado en Getreue Darstellung und Beschreibung der in der Arzneykunde Gebräuchlichen Gewächse 10: pl. 33. 1827.
Etimología
Ver: Acacia: Etimología
karroo: epíteto geográfico que alude a su localización en la región de Karoo.
Sinonimia
- Acacia campbellii Arn.
- Acacia dekindtiana A. Chev.
- Acacia eburnea sensu auct.
- Acacia horrida sensu auct.
- Acacia inconflagrabilis Gerstner
- Acacia karoo Hayne
- Acacia minutifolia Ragup.
- Acacia natalitia E. Mey.
- Acacia pseudowightii Thoth.
- Acacia roxburghii Wight & Arn.
- Mimosa eburnea L. f.[6]